# Huerta de Vero
Huerta de Vero es una localidad española del municipio de Santa María de Dulcis, perteneciente a la provincia de Huesca, en la comunidad autónoma de Aragón. Está ubicada en la comarca del Somontano de Barbastro.

## Historia
A mediados del siglo XIX, el lugar, por entonces con ayuntamiento propio, tenía contabilizada una población de 260 habitantes. Aparece descrito en el noveno volumen del Diccionario geográfico-estadístico-histórico de España y sus posesiones de Ultramar de Pascual Madoz de la siguiente manera:

HUERTA DE VERO: l. con ayunt. en la prov. de Huesca (5 leg.), part. jud. y dióc. de Barbastro (2), aud. terr. y c. g. de Zaragoza (14): sit. en la marg. der. del r. Vero al pie de una cuesta y entre dos pequeños barrancos, con clima sano, combatido de los vientos S. y E. y se padecen algunas tercianas y fiebres pútridas. Tiene 43 casas inclusa la municipal con cárcel, igl. parr. (La Asuncion), servida por un cura de término y provision del diocesano, cementerio contiguo á la igl., y para el surtido del vecindario hay una fuente algo escasa, y de aguas de mediana calidad. Confina el térm. N. Adahuesca; E. Buera y Salas Altas; S. Pozan de Vero, y O. Azlor. El terreno es en parte regadio todo él flojo, crispilloso y á pesar da unas producciones bastante regulares: le atraviesa de N. á S. el r. Vero que fertiliza con sus aguas la parte de huerta que comprende y da impulso á un molino harinero, un batan, y para su paso hay un puente de piedra inmediato á la pobl.: se encuentra un pedazo de monte poblado de bojes, aliagas y otros arbustos, destinado para pastos, y diferentes canteras de piedra propia para edificar. caminos: el que desde Barbastro conduce á Alquezar y demas pueblos de esta direccion en buen estado: el correo se recibe y despacha por balijero de la cab. del part. los lunes y viernes. prod.: toda clase de cereales, vino, aceite, legumbres, frutas, hortalizas, cáñamo y lino: cria de ganado lanar y cabrio; caza de perdices y conejos: y pesca de barbos y madrillas. ind.: ademas de la agricultura un molino harinero y un batan. comercio: la estraccion de los frutos sobrantes, é importacion de los art. que faltan. pobl.: 42 vec., 260 alm. contr.: 60,930 rs. El presupuesto municipal asciende á 700 rs. y se cubre parte con los fondos de propios y arbitrios, y el resto por reparto vecinal.
(Madoz, 1847, p. 296)

El municipio de Huerta de Vero desapareció el 24 de julio de 1975, al fusionarse con el de Buera formando el nuevo término municipal de Santa María de Dulcis.

## Demografía
| Gráfica de evolución demográfica de Huerta de Vero entre 1842 y 1970 |
| |
| Población de derecho según los censos de población del INE Población de hecho según los censos de población del INEEntre el censo de 1981 y el anterior, este municipio desaparece porque se agrupa en el municipio Santa María de Dulcis |

Se trata de un pueblo con actualmente menos de 100 habitantes en los que la mayoría superan los 50 años de edad.

## Fiestas
Celebra su fiesta grande el día de la Asunción, el 15 de agosto.